# Phil Jones (cestista)
Phillip Michael Jones, detto Phil (Nashville, 2 settembre 1985), è un ex cestista statunitense con cittadinanza americo-verginiana.

## Carriera
Con le Isole Vergini Americane ha disputato due edizioni dei Campionati americani (2009, 2017).